# Глауцидиум
Глауци́диум (лат. Glaucídium, от Glaucium, из-за внешнего сходства цветков) — монотипный род многолетних травянистых растений семейства Лютиковые (Ranunculaceae).
Глауцидиум па́льчатый (лат. Glaucidium palmátum) — единственный вид рода, встречающийся на острове Хоккайдо и в северной части острова Хонсю в горных лесах.
Установлена филогенетическая близость растения с представителями другого рода семейства Лютиковые — Желтокорень (Hydrastis).

## Название
Научное название этого рода растений полностью совпадает с названием рода хищных птиц воробьиные сычи (Glaucidium Boie) семейства совиные (Strigidae). Оба слова восходят к др.-греч. γλαυκός «светло-синий», «зеленоватый», «сизый». Отсюда древнегреческие названия сов γλαυκός, γλαύξ, что послужило источником научного латинского названия рода воробьиные сычи. И по цвету же в древнегреческом назывался сок мачка рогатого (Glaucium corniculatum) , откуда родовое название Glaucium (Мачок), от которого, из-за сходства цветков, было образовано название рода Glaucidium.

## Ботаническое описание

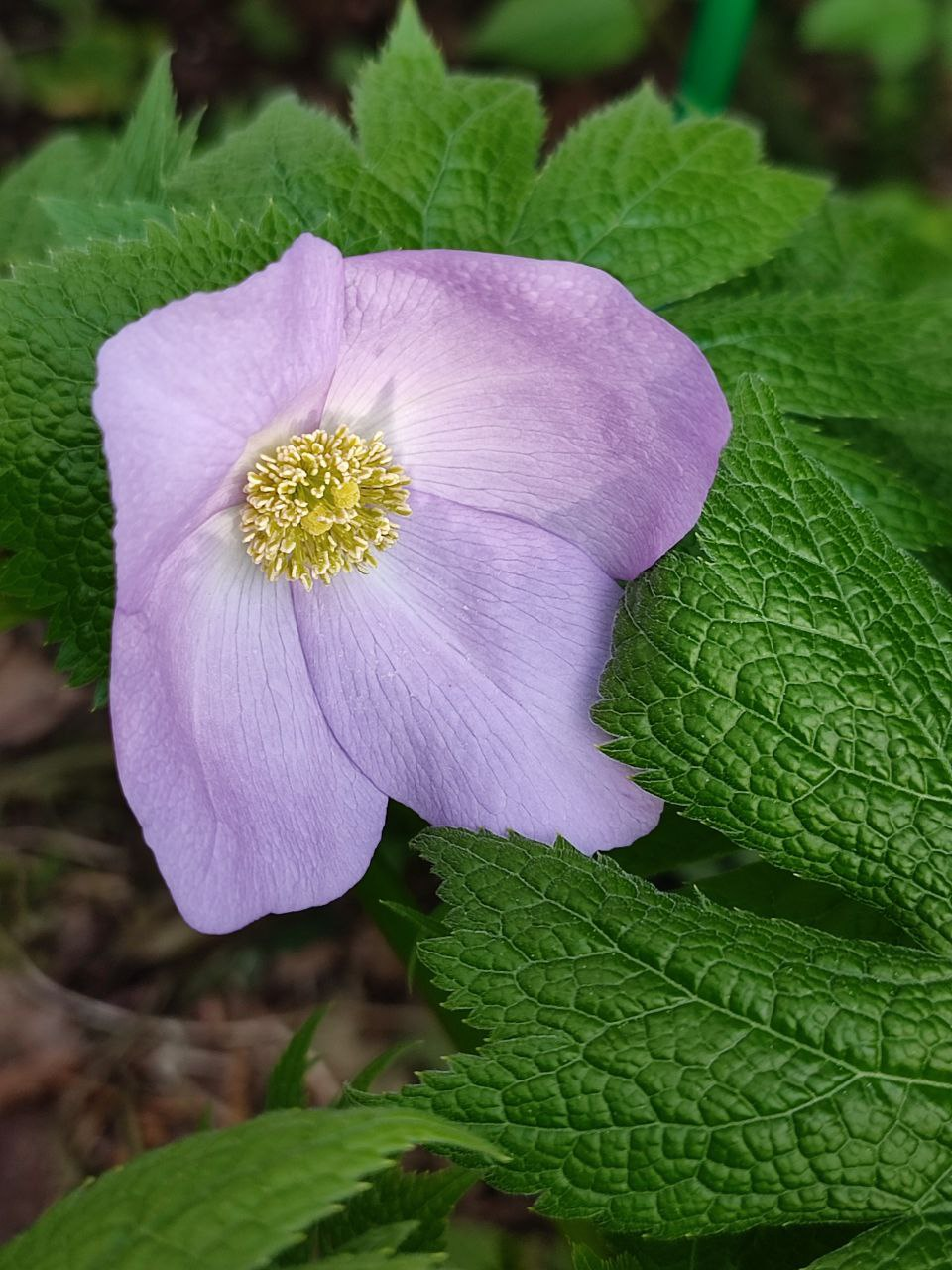

Корневищный травянистый многолетник.
Простой стебель несёт два крупных, диаметром до 20 см, пальчатолопастных листа и несколько мелких чешуевидных листьев, .
Цветки одиночные актиноморфные спироциклические, крупного размера. Цвет лепестков разных оттенков розовато-лилового до почти белого у садовых форм.
Плод — листовка.